# Cryphia perlina
Cryphia perlina là một loài bướm đêm trong họ Noctuidae.